# Toby Smith (rugbista)
Toby Smith (Kirwan, 10 de octubre de 1988) es un jugador de rugby australiano, que juega de pilier para la selección de rugby de Australia y para los Rebels en el Super Rugby, habiéndose unido a los Rebels en la temporada de 2014.
Debutó con los Wallabies en un partido contra la selección de rugby de los Estados Unidos celebrado en Chicago el 5 de septiembre de 2015. Formó parte de la selección australiana que quedó subcampeona de la Copa Mundial de Rugby de 2015. 